# Transcriptoom

Een heat-map van het transcriptoom. Elke rij is een bepaald RNA-molecuul (gen), elke kolom een andere lichaamscel (sample). Hoe roder de kleur, hoe meer RNA gedetecteerd is. Op deze manier kan men een breed beeld krijgen van het genexpressiepatroon onder verschillende condities.

Het transcriptoom omvat alle RNA-moleculen – zowel coderende als niet-coderende RNA's – die tot expressie komen in een cel of een populatie van cellen. In tegenstelling tot het genoom, dat constant blijft gedurende de levensduur van een cel of organisme, kan de samenstelling van het transcriptoom snel veranderen op basis van invloeden uit de omgeving. De term 'transcriptoom' is een samenvoeging van transcript en genoom; het zijn alle genetische sequenties die op een bepaald moment door transcriptie in een cel worden afgeschreven tot RNA.
De eerste onderzoeken die zich bezighielden met de ontrafeling van RNA-transcripten, vonden plaats in de jaren 1980 en maakten gebruik van cDNA-bibliotheken. Met de komst van high-throughput-technieken kon men veel sneller en efficiënter het transcriptoom in kaart brengen. Twee moleculaire technieken die veel succes hebben geboekt zijn de DNA-microarray (een op hybridisatie gebaseerde techniek), en RNA-seq, een op sequencing gebaseerde techniek. RNA-seq heeft sinds de jaren 2010 de voorkeur gekregen. Met behulp van single-cell transcriptomics is het zelfs mogelijk geworden om transcriptieveranderingen binnen individuele cellen te volgen. Zo is duidelijk geworden dat het transcriptoom zeer dynamisch is.
Onderzoek naar het transcriptoom van (menselijke) cellen wordt onder meer verricht om inzicht te krijgen in mechanismen als celdifferentiatie, tumorontwikkeling, transcriptieregulatie en voor de ontdekking van nieuwe biomarkers. Verwante onderwerpen in de systeembiologie zijn het proteoom en het metaboloom.